# Dobretići
Dobretići (en cyrillique : Добретићи) est une localité et une municipalité de Bosnie-Herzégovine située dans le canton de Bosnie centrale et dans la fédération de Bosnie-et-Herzégovine. Selon les premiers résultats du recensement bosnien de 2013, la localité intra muros compte 249 habitants et la municipalité 2 041.

## Géographie
La municipalité de Dobretići est située sur les monts Ranča, à 20 km au nord-est de la ville de Jajce.

## Histoire
Avant la guerre de Bosnie, les localités composant l'actuelle municipalité de Dobretići faisaient partie de la municipalité de Skender Vakuf, aujourd'hui Kneževo. La municipalité de Dobretići a été créée à la suite des accords de Dayton (1995). Avant la guerre, Dobretići portait le nom de Dobratići.

## Localités

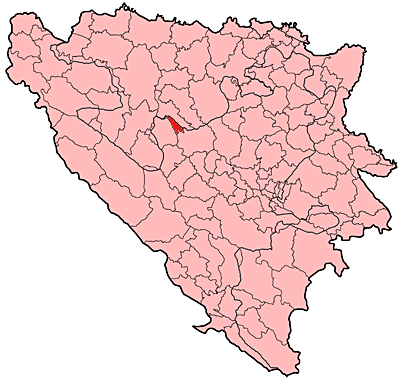
Localisation de la municipalité de Dobretići en Bosnie-Herzégovine

La municipalité de Dobretići compte 18 localités :
| - Brnjići - Bunar - Davidovići - Dobretići - Donji Orašac - Gornji Orašac - Kričići-Jejići - Melina - Mijatovići | - Milaševci - Pavlovići - Prisika - Slipčevići - Vitovlje Malo - Vukovići - Zapeće - Zasavica - Zubovići |

## Démographie

### Localitéintra muros

#### Évolution historique de la population dans la localitéintra muros
| 1948 | 1953 | 1961 | 1971 | 1981 | 1991 | 2013 |
| ---- | ---- | ---- | ---- | ---- | ---- | ---- |
| -    | -    | 122  | 190  | 318  | 336  | 249  |

|  |

### Municipalité

#### Répartition de la population par nationalités dans la municipalité (1991)
En 1991, sur un total de 4 790 habitants, la population se répartissait de la manière suivante :

## Politique
À la suite des élections locales de 2012, les 15 sièges de l'assemblée municipale se répartissaient de la manière suivante :
| Parti                                                     | Sièges |
| --------------------------------------------------------- | ------ |
| Coalition croate pour le Pougarje (HSP BiH-HSS BiH)       | 8      |
| Union démocratique croate de Bosnie-Herzégovine (HDZ BiH) | 6      |
| Union démocratique croate 1990 (HDZ 1990)                 | 1      |

Neven Idžanović, membre du Parti croate des Droits de Bosnie-Herzégovine (HSP BiH), a été élu maire de la municipalité.